# Cyphomyrmex morschi
Cyphomyrmex morschi är en myrart som beskrevs av Carlo Emery 1888. Cyphomyrmex morschi ingår i släktet Cyphomyrmex och familjen myror. Inga underarter finns listade i Catalogue of Life.